# Omicidio di Antonio Santoro
L'omicidio di Antonio Santoro fu commesso a Udine il 6 giugno 1978 durante gli anni di piombo e vide come vittima il maresciallo degli Agenti di Custodia.

## L'omicidio
Santoro, nato il 26 aprile 1926 ad Avigliano, provincia di Potenza, era il comandante della Casa Circondariale di Udine; il 6 giugno 1978 cadde vittima di un agguato. Egli era accusato dai di maltrattamenti ai danni di detenuti, in seguito ad inchieste giornalistiche della stampa di sinistra, specie del quotidiano Lotta Continua, che lo accusarono di abuso d'ufficio e abuso di potere; nel volantino di rivendicazione, intitolato Contro i lager di Stato, scrissero che l'istituzione carceraria andava distrutta perché «ha una funzione di annientamento del proletariato prigioniero» e di «strumento di repressione e tortura».

## Iter giudiziario
Esecutore materiale dell'omicidio fu Cesare Battisti, che venne poi condannato all'ergastolo per aver commesso quattro omicidi in concorso durante gli anni di piombo, tra cui quello del maresciallo Santoro. Ad accusarlo fu Pietro Mutti, collaboratore di giustizia: Mutti testimoniò che Battisti ed Enrica Migliorat attesero la vittima davanti all'uscio di casa fingendosi fidanzati; poi, al sopraggiungere di Santoro, Battisti gli sparò alle spalle tre colpi, di cui due mortali alla nuca.
Luigi Bergamin fu condannato per concorso morale.
Battisti fu condannato all'ergastolo ma rimase latitante per molti anni. Migliorati, dapprima in fuga, scontò in seguito la pena. Bergamin, anche lui latitante in Francia, ebbe la pena prescritta nel 2021.

## Commemorazioni
Santoro ricevette la Medaglia d'Oro al merito civile alla memoria, con la motivazione «In servizio presso la locale Casa Circondariale, mentre si recava sul posto di lavoro, veniva barbaramente trucidato in un vile e proditorio agguato terroristico. Fulgido esempio di elette virtù civiche e di attaccamento al dovere».
Il 6 giugno 2007 fu intitolata a Santoro la nuova caserma della Polizia Penitenziaria di Udine.